# Lista de conquistas na carreira de Lewis Hamilton
Sir Lewis Hamilton é um piloto de automóveis britânico. Ao longo de sua carreira nas categorias de base, ele sagrou-se campeão na Formula Renault 2.0 UK (2003), no Bahrain Superprix (2004), na Formula 3 Euro Series (2005), no Masters of Formula 3 (2005) e na GP2 Series (2006). Em sua carreira na Fórmula 1, Hamilton acumula sete títulos mundiais.

## Fórmula 1

### Títulos
| N.º | Temporada | Equipe        | Vitórias | Pódios | Pole positions | Abandonos | Pontos | Ref. |
| --- | --------- | ------------- | -------- | ------ | -------------- | --------- | ------ | ---- |
| 1   | 2008      | McLaren       | 5        | 10     | 7              | 0         | 98     |      |
| 2   | 2014      | Mercedes-Benz | 11       | 16     | 7              | 3         | 384    |      |
| 3   | 2015      | Mercedes-Benz | 10       | 17     | 11             | 1         | 381    |      |
| 4   | 2017      | Mercedes-Benz | 9        | 12     | 11             | 0         | 363    |      |
| 5   | 2018      | Mercedes-Benz | 11       | 17     | 11             | 1         | 408    |      |
| 6   | 2019      | Mercedes-Benz | 11       | 17     | 5              | 0         | 413    |      |
| 7   | 2020      | Mercedes-Benz | 11       | 14     | 10             | 0         | 347    |      |

### Vitórias
Legenda:
- N.º – Número da vitória; por exemplo, "1" significa a vitória da primeira corrida de Hamilton.
- Corrida – Número da corrida na carreira de Hamilton na Fórmula 1; por exemplo, "15" significa a 15ª corrida de Fórmula 1 de Hamilton.
- Grid – A posição na grelha a partir da qual Hamilton começou a corrida
- Margem – Margem de vitória, fornecida no formato de minutos: segundos.milissegundos
- † – Vitória do campeonato de pilotos

| N.º | Corrida | Data                   | Temporada      | Grande Prêmio                    | Circuito                           | Grid     | Margem   | Equipe   | Motor    | Chassi                | Ref.  |
| --- | ------- | ---------------------- | -------------- | -------------------------------- | ---------------------------------- | -------- | -------- | -------- | -------- | --------------------- | ----- |
| 1   | 6       | 10 de Junho de 2007    | 2007           | Canadá                           | Circuito Gilles Villeneuve         | 1        | 0:04.343 | McLaren  | Mercedes | MP4-22                | [ 8 ] |
| 2   | 7       | 17 de Junho de 2007    | Estados Unidos | Indianapolis Motor Speedway      | 1                                  | 0:01.518 |          | McLaren  | Mercedes | MP4-22                |       |
| 3   | 11      | 5 de Agosto de 2007    | Hungria        | Hungaroring                      | 1                                  | 0:00.715 |          | McLaren  | Mercedes | MP4-22                |       |
| 4   | 15      | 30 de setembro de 2007 | Japão          | Fuji Speedway                    | 1                                  | 0:08.377 |          | McLaren  | Mercedes | MP4-22                |       |
| 5   | 18      | 16 de Março de 2008    | 2008†          | Austrália                        | Circuito de Albert Park            | 1        | 0:05.478 | McLaren  | Mercedes | MP4-23                |       |
| 6   | 23      | 25 de Maio de 2008     | Mônaco         | Circuito de Mônaco               | 3                                  | 0:03.064 |          | McLaren  | Mercedes |                       |       |
| 7   | 26      | 6 de Julho de 2008     | Grã-Bretanha   | Circuito de Silverstone          | 4                                  | 1:08.577 |          | McLaren  | Mercedes |                       |       |
| 8   | 27      | 20 de Julho de 2008    | Alemanha       | Hockenheimring                   | 1                                  | 0:05.586 |          | McLaren  | Mercedes |                       |       |
| 9   | 34      | 19 de Outubro de 2008  | China          | Circuito Internacional de Xangai | 1                                  | 0:14.925 |          | McLaren  | Mercedes |                       |       |
| 10  | 45      | 26 de Julho de 2009    | 2009           | Hungria                          | Hungaroring                        | 4        | 0:11.529 | McLaren  | Mercedes | MP4-24                |       |
| 11  | 49      | 27 de Setembro de 2009 | Singapura      | Circuito Urbano de Marina Bay    | 1                                  | 0:09.634 |          | McLaren  | Mercedes |                       |       |
| 12  | 59      | 30 de Maio de 2010     | 2010           | Turquia                          | Istanbul Park                      | 2        | 0:02.645 | McLaren  | Mercedes | MP4-25                |       |
| 13  | 60      | 13 de Junho de 2010    | Canadá         | Circuito Gilles Villeneuve       | 1                                  | 0:02.254 |          | McLaren  | Mercedes |                       |       |
| 14  | 65      | 29 de Agosto de 2010   | Bélgica        | Circuit de Spa-Francorchamps     | 2                                  | 0:01.571 |          | McLaren  | Mercedes |                       |       |
| 15  | 74      | 17 de Abril de 2011    | 2011           | China                            | Circuito Internacional de Xangai   | 3        | 0:05.198 | McLaren  | Mercedes | MP4-26                |       |
| 16  | 82      | 24 de Julho de 2011    | Alemanha       | Nürburgring                      | 2                                  | 0:03.980 |          | McLaren  | Mercedes |                       |       |
| 17  | 89      | 13 de Novembro de 2011 | Abu Dhabi      | Circuito de Yas Marina           | 2                                  | 0:08.457 |          | McLaren  | Mercedes |                       |       |
| 18  | 97      | 10 de Junho de 2012    | 2012           | Canadá                           | Circuito Gilles Villeneuve         | 2        | 0:02.513 | McLaren  | Mercedes | MP4-27                |       |
| 19  | 101     | 29 de Julho de 2012    | Hungria        | Hungaroring                      | 1                                  | 0:01.032 |          | McLaren  | Mercedes |                       |       |
| 20  | 103     | 9 de setembro de 2012  | Itália         | Autódromo Nacional de Monza      | 1                                  | 0:04.356 |          | McLaren  | Mercedes |                       |       |
| 21  | 109     | 18 de Novembro de 2012 | Estados Unidos | Circuito das Américas            | 2                                  | 0:00.675 |          | McLaren  | Mercedes |                       |       |
| 22  | 120     | 28 de Julho de 2013    | 2013           | Hungria                          | Hungaroring                        | 1        | 0:10.938 | Mercedes | Mercedes | F1 W04                |       |
| 23  | 131     | 30 de Março de 2014    | 2014†          | Malásia                          | Circuito Internacional de Sepang   | 1        | 0:17.313 | Mercedes | Mercedes | F1 W05 Hybrid         |       |
| 24  | 132     | 6 de Abril de 2014     | Barém          | Circuito Internacional do Barém  | 2                                  | 0:01.085 |          | Mercedes | Mercedes |                       |       |
| 25  | 133     | 20 de Abril de 2014    | China          | Circuito Internacional de Xangai | 1                                  | 0:18.062 |          | Mercedes | Mercedes |                       |       |
| 26  | 134     | 11 de Maio de 2014     | Espanha        | Circuito de Barcelona-Catalunha  | 1                                  | 0:00.636 |          | Mercedes | Mercedes |                       |       |
| 27  | 138     | 6 de Julho de 2014     | Grã-Bretanha   | Circuito de Silverstone          | 6                                  | 0:30.135 |          | Mercedes | Mercedes |                       |       |
| 28  | 142     | 7 de Setembro de 2014  | Itália         | Autódromo Nacional de Monza      | 1                                  | 0:03.175 |          | Mercedes | Mercedes |                       |       |
| 29  | 143     | 21 de Setembro de 2014 | Singapura      | Circuito Urbano de Marina Bay    | 1                                  | 0:13.534 |          | Mercedes | Mercedes |                       |       |
| 30  | 144     | 5 de Outubro de 2014   | Japão          | Circuito de Suzuka               | 2                                  | 0:09.180 |          | Mercedes | Mercedes |                       |       |
| 31  | 145     | 12 de Outubro de 2014  | Rússia         | Autódromo de Sóchi               | 1                                  | 0:13.657 |          | Mercedes | Mercedes |                       |       |
| 32  | 146     | 2 de Novembro de 2014  | Estados Unidos | Circuito das Américas            | 2                                  | 0:04.314 |          | Mercedes | Mercedes |                       |       |
| 33  | 148     | 23 de Novembro de 2014 | Abu Dhabi      | Circuito de Yas Marina           | 2                                  | 0:02.576 |          | Mercedes | Mercedes |                       |       |
| 34  | 149     | 15 de Março de 2015    | 2015†          | Austrália                        | Circuito de Albert Park            | 1        | 0:01.360 | Mercedes | Mercedes | F1 W06 Hybrid         |       |
| 35  | 151     | 12 de Abril de 2015    | China          | Circuito Internacional de Xangai | 1                                  | 0:00.714 |          | Mercedes | Mercedes |                       |       |
| 36  | 152     | 19 de Abril de 2015    | Barém          | Circuito Internacional do Barém  | 1                                  | 0:03.380 |          | Mercedes | Mercedes |                       |       |
| 37  | 155     | 7 de Junho de 2015     | Canadá         | Circuito Gilles Villeneuve       | 1                                  | 0:02.285 |          | Mercedes | Mercedes |                       |       |
| 38  | 157     | 5 de Julho de 2015     | Grã-Bretanha   | Circuito de Silverstone          | 1                                  | 0:10.956 |          | Mercedes | Mercedes |                       |       |
| 39  | 159     | 23 de Agosto de 2015   | Bélgica        | Circuit de Spa-Francorchamps     | 1                                  | 0:02.058 |          | Mercedes | Mercedes |                       |       |
| 40  | 160     | 6 de Setembro de 2015  | Itália         | Autódromo Nacional de Monza      | 1                                  | 0:25.042 |          | Mercedes | Mercedes |                       |       |
| 41  | 162     | 27 de Setembro de 2015 | Japão          | Circuito de Suzuka               | 2                                  | 0:18.964 |          | Mercedes | Mercedes |                       |       |
| 42  | 163     | 11 de Outubro de 2015  | Rússia         | Autódromo de Sóchi               | 2                                  | 0:05.953 |          | Mercedes | Mercedes |                       |       |
| 43  | 164     | 25 de Outubro de 2015  | Estados Unidos | Circuito das Américas            | 2                                  | 0:02.850 |          | Mercedes | Mercedes |                       |       |
| 44  | 173     | 29 de Maio de 2016     | 2016           | Mônaco                           | Circuito de Mônaco                 | 3        | 0:07.252 | Mercedes | Mercedes | F1 W07 Hybrid         |       |
| 45  | 174     | 12 de Junho de 2016    | Canadá         | Circuito Gilles Villeneuve       | 1                                  | 0:05.011 |          | Mercedes | Mercedes |                       |       |
| 46  | 176     | 3 de Julho de 2016     | Áustria        | Red Bull Ring                    | 1                                  | 0:05.719 |          | Mercedes | Mercedes |                       |       |
| 47  | 177     | 10 de Julho de 2016    | Grã-Bretanha   | Circuito de Silverstone          | 1                                  | 0:08.250 |          | Mercedes | Mercedes |                       |       |
| 48  | 178     | 24 de Julho de 2016    | Hungria        | Hungaroring                      | 2                                  | 0:01.977 |          | Mercedes | Mercedes |                       |       |
| 49  | 179     | 31 de Julho de 2016    | Alemanha       | Hockenheimring                   | 2                                  | 0:06.996 |          | Mercedes | Mercedes |                       |       |
| 50  | 185     | 23 de Outubro de 2016  | Estados Unidos | Circuito das Américas            | 1                                  | 0:04.520 |          | Mercedes | Mercedes |                       |       |
| 51  | 186     | 30 de Outubro de 2016  | México         | Autódromo Hermanos Rodríguez     | 1                                  | 0:08.354 |          | Mercedes | Mercedes |                       |       |
| 52  | 187     | 13 de Novembro de 2016 | Brasil         | Autódromo José Carlos Pace       | 1                                  | 0:11.455 |          | Mercedes | Mercedes |                       |       |
| 53  | 188     | 27 de Novembro de 2016 | Abu Dhabi      | Circuito de Yas Marina           | 1                                  | 0:00.439 |          | Mercedes | Mercedes |                       |       |
| 54  | 190     | 9 de Abril de 2017     | 2017†          | China                            | Circuito Internacional de Xangai   | 1        | 0:06.250 | Mercedes | Mercedes | F1 W08 EQ Power+      |       |
| 55  | 193     | 14 de Maio de 2017     | Espanha        | Circuito de Barcelona-Catalunha  | 1                                  | 0:03.490 |          | Mercedes | Mercedes |                       |       |
| 56  | 195     | 11 de Junho de 2017    | Canadá         | Circuito Gilles Villeneuve       | 1                                  | 0:19.783 |          | Mercedes | Mercedes |                       |       |
| 57  | 198     | 16 de Julho de 2017    | Grã-Bretanha   | Circuito de Silverstone          | 1                                  | 0:14.063 |          | Mercedes | Mercedes |                       |       |
| 58  | 200     | 27 de Agosto de 2017   | Bélgica        | Circuit de Spa-Francorchamps     | 1                                  | 0:02.358 |          | Mercedes | Mercedes |                       |       |
| 59  | 201     | 3 de Setembro de 2017  | Itália         | Autódromo Nacional de Monza      | 1                                  | 0:04.471 |          | Mercedes | Mercedes |                       |       |
| 60  | 202     | 17 de Setembro de 2017 | Singapura      | Circuito Urbano de Marina Bay    | 5                                  | 0:04.507 |          | Mercedes | Mercedes |                       |       |
| 61  | 204     | 8 de Outubro de 2017   | Japão          | Circuito de Suzuka               | 1                                  | 0:01.211 |          | Mercedes | Mercedes |                       |       |
| 62  | 205     | 22 de Outubro de 2017  | Estados Unidos | Circuito das Américas            | 1                                  | 0:10.143 |          | Mercedes | Mercedes |                       |       |
| 63  | 212     | 29 de Abril de 2018    | 2018†          | Azerbaijão                       | Circuito Urbano de Bacu            | 2        | 0:02.460 | Mercedes | Mercedes | F1 W09 EQ Power+      |       |
| 64  | 213     | 13 de Maio de 2018     | Espanha        | Circuito de Barcelona-Catalunha  | 1                                  | 0:20.593 |          | Mercedes | Mercedes |                       |       |
| 65  | 216     | 24 de Junho de 2018    | França         | Circuito Paul Ricard             | 1                                  | 0:07.090 |          | Mercedes | Mercedes |                       |       |
| 66  | 219     | 22 de Julho de 2018    | Alemanha       | Hockenheimring                   | 14                                 | 0:04.535 |          | Mercedes | Mercedes |                       |       |
| 67  | 220     | 29 de Julho de 2018    | Hungria        | Hungaroring                      | 1                                  | 0:17.123 |          | Mercedes | Mercedes |                       |       |
| 68  | 222     | 2 de Setembro de 2018  | Itália         | Autódromo Nacional de Monza      | 3                                  | 0:08.705 |          | Mercedes | Mercedes |                       |       |
| 69  | 223     | 16 de Setembro de 2018 | Singapura      | Circuito Urbano de Marina Bay    | 1                                  | 0:08.961 |          | Mercedes | Mercedes |                       |       |
| 70  | 224     | 30 de Setembro de 2018 | Rússia         | Autódromo de Sóchi               | 2                                  | 0:02.545 |          | Mercedes | Mercedes |                       |       |
| 71  | 225     | 7 de Outubro de 2018   | Japão          | Circuito de Suzuka               | 1                                  | 0:12.919 |          | Mercedes | Mercedes |                       |       |
| 72  | 228     | 11 de Novembro de 2018 | Brasil         | Autódromo José Carlos Pace       | 1                                  | 0:01.469 |          | Mercedes | Mercedes |                       |       |
| 73  | 229     | 25 de Novembro de 2018 | Abu Dhabi      | Circuito de Yas Marina           | 1                                  | 0:02.581 |          | Mercedes | Mercedes |                       |       |
| 74  | 231     | 31 de Março de 2019    | 2019†          | Barém                            | Circuito Internacional do Barém    | 3        | 0:02.980 | Mercedes | Mercedes | F1 W10 EQ Power+      |       |
| 75  | 232     | 14 de Abril de 2019    | China          | Circuito Internacional de Xangai | 2                                  | 0:06.552 |          | Mercedes | Mercedes |                       |       |
| 76  | 234     | 12 de Maio de 2019     | Espanha        | Circuito de Barcelona-Catalunha  | 2                                  | 0:04.074 |          | Mercedes | Mercedes |                       |       |
| 77  | 235     | 26 de Maio de 2019     | Mônaco         | Circuito de Mônaco               | 1                                  | 0:02.602 |          | Mercedes | Mercedes |                       |       |
| 78  | 236     | 9 de Junho de 2019     | Canadá         | Circuito Gilles Villeneuve       | 2                                  | 0:03.658 |          | Mercedes | Mercedes |                       |       |
| 79  | 237     | 23 de Junho de 2019    | França         | Circuito Paul Ricard             | 1                                  | 0:18.056 |          | Mercedes | Mercedes |                       |       |
| 80  | 239     | 14 de Julho de 2019    | Grã-Bretanha   | Circuito de Silverstone          | 2                                  | 0:24.928 |          | Mercedes | Mercedes |                       |       |
| 81  | 241     | 4 de Agosto de 2019    | Hungria        | Hungaroring                      | 3                                  | 0:17.796 |          | Mercedes | Mercedes |                       |       |
| 82  | 245     | 29 de Setembro de 2019 | Rússia         | Autódromo de Sóchi               | 2                                  | 0:03.829 |          | Mercedes | Mercedes |                       |       |
| 83  | 247     | 27 de Outubro de 2019  | México         | Autódromo Hermanos Rodríguez     | 3                                  | 0:01.766 |          | Mercedes | Mercedes |                       |       |
| 84  | 250     | 1 de Dezembro de 2019  | Abu Dhabi      | Circuito de Yas Marina           | 1                                  | 0:16.772 |          | Mercedes | Mercedes |                       |       |
| 85  | 252     | 12 de Julho de 2020    | 2020†          | Estíria                          | Red Bull Ring                      | 1        | 0:13.719 | Mercedes | Mercedes | F1 W11 EQ Performance |       |
| 86  | 253     | 19 de Julho de 2020    | 2020†          | Hungria                          | Hungaroring                        | 1        | 0:08.072 | Mercedes | Mercedes | F1 W11 EQ Performance |       |
| 87  | 254     | 2 de Agosto de 2020    | 2020†          | Grã-Bretanha                     | Circuito de Silverstone            | 1        | 0:05.856 | Mercedes | Mercedes | F1 W11 EQ Performance |       |
| 88  | 256     | 16 de Agosto de 2020   | 2020†          | Espanha                          | Circuito de Barcelona-Catalunha    | 1        | 0:24.177 | Mercedes | Mercedes | F1 W11 EQ Performance |       |
| 89  | 257     | 30 de Agosto de 2020   | 2020†          | Bélgica                          | Circuito de Spa-Francorchamps      | 1        | 0:08.448 | Mercedes | Mercedes | F1 W11 EQ Performance |       |
| 90  | 259     | 13 de Setembro de 2020 | 2020†          | Toscana                          | Circuito de Mugello                | 1        | 0:04.880 | Mercedes | Mercedes | F1 W11 EQ Performance |       |
| 91  | 261     | 11 de Outubro de 2020  | 2020†          | Eifel                            | Nürburgring                        | 2        | 0:04.470 | Mercedes | Mercedes | F1 W11 EQ Performance |       |
| 92  | 262     | 25 de Outubro de 2020  | 2020†          | Portugal                         | Autódromo Internacional do Algarve | 1        | 0:25.592 | Mercedes | Mercedes | F1 W11 EQ Performance |       |
| 93  | 263     | 1 de Novembro de 2020  | 2020†          | Emília-Romanha                   | Autódromo Enzo e Dino Ferrari      | 2        | 0:05.783 | Mercedes | Mercedes | F1 W11 EQ Performance |       |
| 94  | 264     | 15 de Novembro de 2020 | 2020†          | Turquia                          | Istanbul Park                      | 6        | 0:31.633 | Mercedes | Mercedes | F1 W11 EQ Performance |       |
| 95  | 265     | 29 de Novembro de 2020 | 2020†          | Barém                            | Circuito Internacional do Barém    | 1        | 0:01.254 | Mercedes | Mercedes | F1 W11 EQ Performance |       |

### Pódios
| N.º | Temporada | Grande Prêmio    | Circuito                           | Grid | Final | Equipe           | Ref.  |
| --- | --------- | ---------------- | ---------------------------------- | ---- | ----- | ---------------- | ----- |
| 1   | 2007      | Austrália        | Circuito de Albert Park            | 4    | 3     | McLaren-Mercedes |       |
| 2   | 2007      | Malásia          | Circuito Internacional de Sepang   | 4    | 2     | McLaren-Mercedes |       |
| 3   | 2007      | Barém            | Circuito Internacional do Barém    | 2    | 2     | McLaren-Mercedes |       |
| 4   | 2007      | Espanha          | Circuito de Barcelona-Catalunha    | 4    | 2     | McLaren-Mercedes |       |
| 5   | 2007      | Mônaco           | Circuito de Mônaco                 | 2    | 2     | McLaren-Mercedes |       |
| 6   | 2007      | Canadá           | Circuito Gilles Villeneuve         | 1    | 1     | McLaren-Mercedes | [ 8 ] |
| 7   | 2007      | Estados Unidos   | Indianapolis Motor Speedway        | 1    | 1     | McLaren-Mercedes |       |
| 8   | 2007      | França           | Circuito de Nevers Magny-Cours     | 2    | 3     | McLaren-Mercedes |       |
| 9   | 2007      | Grã-Bretanha     | Circuito de Silverstone            | 1    | 3     | McLaren-Mercedes |       |
| 10  | 2007      | Hungria          | Hungaroring                        | 1    | 1     | McLaren-Mercedes |       |
| 11  | 2007      | Itália           | Autódromo Nacional de Monza        | 2    | 2     | McLaren-Mercedes |       |
| 12  | 2007      | Japão            | Fuji Speedway                      | 1    | 1     | McLaren-Mercedes |       |
| 13  | 2008      | Austrália        | Circuito de Albert Park            | 1    | 1     | McLaren-Mercedes |       |
| 14  | 2008      | Espanha          | Circuito de Barcelona-Catalunha    | 5    | 3     | McLaren-Mercedes |       |
| 15  | 2008      | Turquia          | Istanbul Park                      | 3    | 2     | McLaren-Mercedes |       |
| 16  | 2008      | Mônaco           | Circuito de Mônaco                 | 3    | 1     | McLaren-Mercedes |       |
| 17  | 2008      | Grã-Bretanha     | Circuito de Silverstone            | 4    | 1     | McLaren-Mercedes |       |
| 18  | 2008      | Alemanha         | Hockenheimring                     | 1    | 1     | McLaren-Mercedes |       |
| 19  | 2008      | Europa           | Circuito Urbano de Valência        | 2    | 2     | McLaren-Mercedes |       |
| 20  | 2008      | Bélgica          | Circuito de Spa-Francorchamps      | 1    | 2     | McLaren-Mercedes |       |
| 21  | 2008      | Singapura        | Circuito Urbano de Marina Bay      | 2    | 3     | McLaren-Mercedes |       |
| 22  | 2008      | China            | Circuito Internacional de Xangai   | 1    | 1     | McLaren-Mercedes |       |
| 23  | 2009      | Hungria          | Hungaroring                        | 4    | 1     | McLaren-Mercedes |       |
| 24  | 2009      | Europa           | Circuito Urbano de Valência        | 1    | 2     | McLaren-Mercedes |       |
| 25  | 2009      | Singapura        | Circuito Urbano de Marina Bay      | 1    | 1     | McLaren-Mercedes |       |
| 26  | 2009      | Japão            | Circuito de Suzuka                 | 3    | 3     | McLaren-Mercedes |       |
| 27  | 2009      | Brasil           | Autódromo de Interlagos            | 17   | 3     | McLaren-Mercedes |       |
| 28  | 2010      | Barém            | Circuito Internacional do Barém    | 4    | 3     | McLaren-Mercedes |       |
| 29  | 2010      | China            | Circuito Internacional de Xangai   | 6    | 2     | McLaren-Mercedes |       |
| 30  | 2010      | Turquia          | Istanbul Park                      | 2    | 1     | McLaren-Mercedes |       |
| 31  | 2010      | Canadá           | Circuito Gilles Villeneuve         | 1    | 1     | McLaren-Mercedes |       |
| 32  | 2010      | Europa           | Circuito Urbano de Valência        | 3    | 2     | McLaren-Mercedes |       |
| 33  | 2010      | Grã-Bretanha     | Circuito de Silverstone            | 4    | 2     | McLaren-Mercedes |       |
| 34  | 2010      | Bélgica          | Circuito de Spa-Francorchamps      | 2    | 1     | McLaren-Mercedes |       |
| 35  | 2010      | Coreia do Sul    | Circuito Internacional da Coreia   | 4    | 3     | McLaren-Mercedes |       |
| 36  | 2010      | Abu Dhabi        | Circuito de Yas Marina             | 2    | 2     | McLaren-Mercedes |       |
| 37  | 2011      | Austrália        | Circuito de Albert Park            | 2    | 2     | McLaren-Mercedes |       |
| 38  | 2011      | China            | Circuito Internacional de Xangai   | 3    | 1     | McLaren-Mercedes |       |
| 39  | 2011      | Espanha          | Circuito de Barcelona-Catalunha    | 3    | 2     | McLaren-Mercedes |       |
| 40  | 2011      | Alemanha         | Nürburgring                        | 2    | 1     | McLaren-Mercedes |       |
| 41  | 2011      | Coreia do Sul    | Circuito Internacional da Coreia   | 1    | 2     | McLaren-Mercedes |       |
| 42  | 2011      | Abu Dhabi        | Circuito de Yas Marina             | 2    | 1     | McLaren-Mercedes |       |
| 43  | 2012      | Austrália        | Circuito de Albert Park            | 1    | 3     | McLaren-Mercedes |       |
| 44  | 2012      | Malásia          | Circuito Internacional de Sepang   | 1    | 3     | McLaren-Mercedes |       |
| 45  | 2012      | China            | Circuito Internacional de Xangai   | 7    | 3     | McLaren-Mercedes |       |
| 46  | 2012      | Canadá           | Circuito Gilles Villeneuve         | 2    | 1     | McLaren-Mercedes |       |
| 47  | 2012      | Hungria          | Hungaroring                        | 1    | 1     | McLaren-Mercedes |       |
| 48  | 2012      | Itália           | Autódromo Nacional de Monza        | 1    | 1     | McLaren-Mercedes |       |
| 49  | 2012      | Estados Unidos   | Circuito das Américas              | 2    | 1     | McLaren-Mercedes |       |
| 50  | 2013      | Malásia          | Circuito Internacional de Sepang   | 4    | 3     | Mercedes         |       |
| 51  | 2013      | China            | Circuito Internacional de Xangai   | 1    | 3     | Mercedes         |       |
| 52  | 2013      | Canadá           | Circuito Gilles Villeneuve         | 2    | 3     | Mercedes         |       |
| 53  | 2013      | Hungria          | Hungaroring                        | 1    | 1     | Mercedes         |       |
| 54  | 2013      | Bélgica          | Circuito de Spa-Francorchamps      | 1    | 2     | Mercedes         |       |
| 55  | 2014      | Malásia          | Circuito Internacional de Sepang   | 1    | 1     | Mercedes         |       |
| 56  | 2014      | Barém            | Circuito Internacional do Barém    | 2    | 1     | Mercedes         |       |
| 57  | 2014      | China            | Circuito Internacional de Xangai   | 1    | 1     | Mercedes         |       |
| 58  | 2014      | Espanha          | Circuito de Barcelona-Catalunha    | 1    | 1     | Mercedes         |       |
| 59  | 2014      | Mônaco           | Circuito de Mônaco                 | 2    | 2     | Mercedes         |       |
| 60  | 2014      | Áustria          | Red Bull Ring                      | 9    | 2     | Mercedes         |       |
| 61  | 2014      | Grã-Bretanha     | Circuito de Silverstone            | 6    | 1     | Mercedes         |       |
| 62  | 2014      | Alemanha         | Hockenheimring                     | 20   | 3     | Mercedes         |       |
| 63  | 2014      | Hungria          | Hungaroring                        | 22   | 3     | Mercedes         |       |
| 64  | 2014      | Itália           | Autódromo Nacional de Monza        | 1    | 1     | Mercedes         |       |
| 65  | 2014      | Singapura        | Circuito Urbano de Marina Bay      | 1    | 1     | Mercedes         |       |
| 66  | 2014      | Japão            | Circuito de Suzuka                 | 2    | 1     | Mercedes         |       |
| 67  | 2014      | Rússia           | Autódromo de Sóchi                 | 1    | 1     | Mercedes         |       |
| 68  | 2014      | Estados Unidos   | Circuito das Américas              | 2    | 1     | Mercedes         |       |
| 69  | 2014      | Brasil           | Autódromo de Interlagos            | 2    | 2     | Mercedes         |       |
| 70  | 2014      | Abu Dhabi        | Circuito de Yas Marina             | 2    | 1     | Mercedes         |       |
| 71  | 2015      | Austrália        | Circuito de Albert Park            | 1    | 1     | Mercedes         |       |
| 72  | 2015      | Malásia          | Circuito Internacional de Sepang   | 1    | 2     | Mercedes         |       |
| 73  | 2015      | China            | Circuito Internacional de Xangai   | 1    | 1     | Mercedes         |       |
| 74  | 2015      | Barém            | Circuito Internacional do Barém    | 1    | 1     | Mercedes         |       |
| 75  | 2015      | Espanha          | Circuito de Barcelona-Catalunha    | 2    | 2     | Mercedes         |       |
| 76  | 2015      | Mônaco           | Circuito de Mônaco                 | 1    | 3     | Mercedes         |       |
| 77  | 2015      | Canadá           | Circuito Gilles Villeneuve         | 1    | 1     | Mercedes         |       |
| 78  | 2015      | Áustria          | Red Bull Ring                      | 1    | 2     | Mercedes         |       |
| 79  | 2015      | Grã-Bretanha     | Circuito de Silverstone            | 1    | 1     | Mercedes         |       |
| 80  | 2015      | Bélgica          | Circuito de Spa-Francorchamps      | 1    | 1     | Mercedes         |       |
| 81  | 2015      | Itália           | Autódromo Nacional de Monza        | 1    | 1     | Mercedes         |       |
| 82  | 2015      | Japão            | Circuito de Suzuka                 | 2    | 1     | Mercedes         |       |
| 83  | 2015      | Rússia           | Autódromo de Sóchi                 | 2    | 1     | Mercedes         |       |
| 84  | 2015      | Estados Unidos   | Circuito das Américas              | 2    | 1     | Mercedes         |       |
| 85  | 2015      | México           | Autódromo Hermanos Rodríguez       | 2    | 2     | Mercedes         |       |
| 86  | 2015      | Brasil           | Autódromo de Interlagos            | 1    | 1     | Mercedes         |       |
| 87  | 2015      | Abu Dhabi        | Circuito de Yas Marina             | 1    | 1     | Mercedes         |       |
| 88  | 2016      | Austrália        | Circuito de Albert Park            | 1    | 2     | Mercedes         |       |
| 89  | 2016      | Barém            | Circuito Internacional do Barém    | 1    | 3     | Mercedes         |       |
| 90  | 2016      | Rússia           | Autódromo de Sóchi                 | 10   | 2     | Mercedes         |       |
| 91  | 2016      | Mônaco           | Circuito de Mônaco                 | 3    | 1     | Mercedes         |       |
| 92  | 2016      | Canadá           | Circuito Gilles Villeneuve         | 1    | 1     | Mercedes         |       |
| 93  | 2016      | Áustria          | Red Bull Ring                      | 1    | 1     | Mercedes         |       |
| 94  | 2016      | Grã-Bretanha     | Circuito de Silverstone            | 1    | 1     | Mercedes         |       |
| 95  | 2016      | Hungria          | Hungaroring                        | 2    | 1     | Mercedes         |       |
| 96  | 2016      | Alemanha         | Hockenheimring                     | 2    | 1     | Mercedes         |       |
| 97  | 2016      | Bélgica          | Circuito de Spa-Francorchamps      | 21   | 3     | Mercedes         |       |
| 98  | 2016      | Itália           | Autódromo Nacional de Monza        | 1    | 2     | Mercedes         |       |
| 99  | 2016      | Singapura        | Circuito Urbano de Marina Bay      | 3    | 3     | Mercedes         |       |
| 100 | 2016      | Japão            | Circuito de Suzuka                 | 2    | 3     | Mercedes         |       |
| 101 | 2016      | Estados Unidos   | Circuito das Américas              | 1    | 1     | Mercedes         |       |
| 102 | 2016      | México           | Autódromo Hermanos Rodríguez       | 1    | 1     | Mercedes         |       |
| 103 | 2016      | Brasil           | Autódromo de Interlagos            | 1    | 1     | Mercedes         |       |
| 104 | 2016      | Abu Dhabi        | Circuito de Yas Marina             | 1    | 1     | Mercedes         |       |
| 105 | 2017      | Austrália        | Circuito de Albert Park            | 1    | 2     | Mercedes         |       |
| 106 | 2017      | China            | Circuito Internacional de Xangai   | 1    | 1     | Mercedes         |       |
| 107 | 2017      | Barém            | Circuito Internacional do Barém    | 2    | 2     | Mercedes         |       |
| 108 | 2017      | Espanha          | Circuito de Barcelona-Catalunha    | 1    | 1     | Mercedes         |       |
| 109 | 2017      | Canadá           | Circuito Gilles Villeneuve         | 1    | 1     | Mercedes         |       |
| 110 | 2017      | Bélgica          | Circuito de Spa-Francorchamps      | 1    | 1     | Mercedes         |       |
| 111 | 2017      | Itália           | Autódromo Nacional de Monza        | 1    | 1     | Mercedes         |       |
| 112 | 2017      | Singapura        | Circuito Urbano de Marina Bay      | 5    | 1     | Mercedes         |       |
| 113 | 2017      | Malásia          | Circuito Internacional de Sepang   | 1    | 2     | Mercedes         |       |
| 114 | 2017      | Japão            | Circuito de Suzuka                 | 1    | 1     | Mercedes         |       |
| 115 | 2017      | Estados Unidos   | Circuito das Américas              | 1    | 1     | Mercedes         |       |
| 116 | 2017      | Abu Dhabi        | Circuito de Yas Marina             | 2    | 2     | Mercedes         |       |
| 117 | 2018      | Austrália        | Circuito de Albert Park            | 1    | 2     | Mercedes         |       |
| 118 | 2018      | Barém            | Circuito Internacional do Barém    | 9    | 3     | Mercedes         |       |
| 119 | 2018      | Azerbaijão       | Circuito Urbano de Bacu            | 2    | 1     | Mercedes         |       |
| 120 | 2018      | Espanha          | Circuito de Barcelona-Catalunha    | 1    | 1     | Mercedes         |       |
| 121 | 2018      | Mônaco           | Circuito de Mônaco                 | 3    | 3     | Mercedes         |       |
| 122 | 2018      | França           | Circuito Paul Ricard               | 1    | 1     | Mercedes         |       |
| 123 | 2018      | Grã-Bretanha     | Circuito de Silverstone            | 1    | 2     | Mercedes         |       |
| 124 | 2018      | Alemanha         | Hockenheimring                     | 14   | 1     | Mercedes         |       |
| 125 | 2018      | Hungria          | Hungaroring                        | 1    | 1     | Mercedes         |       |
| 126 | 2018      | Bélgica          | Circuito de Spa-Francorchamps      | 1    | 2     | Mercedes         |       |
| 127 | 2018      | Itália           | Autódromo Nacional de Monza        | 3    | 1     | Mercedes         |       |
| 128 | 2018      | Singapura        | Circuito Urbano de Marina Bay      | 1    | 1     | Mercedes         |       |
| 129 | 2018      | Rússia           | Autódromo de Sóchi                 | 2    | 1     | Mercedes         |       |
| 130 | 2018      | Japão            | Circuito de Suzuka                 | 1    | 1     | Mercedes         |       |
| 131 | 2018      | Estados Unidos   | Circuito das Américas              | 1    | 3     | Mercedes         |       |
| 132 | 2018      | Brasil           | Autódromo de Interlagos            | 1    | 1     | Mercedes         |       |
| 133 | 2018      | Abu Dhabi        | Circuito de Yas Marina             | 1    | 1     | Mercedes         |       |
| 134 | 2019      | Austrália        | Circuito de Albert Park            | 1    | 2     | Mercedes         |       |
| 135 | 2019      | Barém            | Circuito Internacional do Barém    | 3    | 1     | Mercedes         |       |
| 136 | 2019      | China            | Circuito Internacional de Xangai   | 2    | 1     | Mercedes         |       |
| 137 | 2019      | Azerbaijão       | Circuito Urbano de Bacu            | 2    | 2     | Mercedes         |       |
| 138 | 2019      | Espanha          | Circuito de Barcelona-Catalunha    | 2    | 1     | Mercedes         |       |
| 139 | 2019      | Mônaco           | Circuito de Mônaco                 | 1    | 1     | Mercedes         |       |
| 140 | 2019      | Canadá           | Circuito Gilles Villeneuve         | 2    | 1     | Mercedes         |       |
| 141 | 2019      | França           | Circuito Paul Ricard               | 1    | 1     | Mercedes         |       |
| 142 | 2019      | Grã-Bretanha     | Circuito de Silverstone            | 2    | 1     | Mercedes         |       |
| 143 | 2019      | Hungria          | Hungaroring                        | 3    | 1     | Mercedes         |       |
| 144 | 2019      | Bélgica          | Circuito de Spa-Francorchamps      | 3    | 2     | Mercedes         |       |
| 145 | 2019      | Itália           | Autódromo Nacional de Monza        | 2    | 3     | Mercedes         |       |
| 146 | 2019      | Rússia           | Autódromo de Sóchi                 | 2    | 1     | Mercedes         |       |
| 147 | 2019      | Japão            | Circuito de Suzuka                 | 4    | 3     | Mercedes         |       |
| 148 | 2019      | México           | Autódromo Hermanos Rodríguez       | 3    | 1     | Mercedes         |       |
| 149 | 2019      | Estados Unidos   | Circuito das Américas              | 5    | 2     | Mercedes         |       |
| 150 | 2019      | Abu Dhabi        | Circuito de Yas Marina             | 1    | 1     | Mercedes         |       |
| 151 | 2020      | Estíria          | Red Bull Ring                      | 1    | 1     | Mercedes         |       |
| 152 | 2020      | Hungria          | Hungaroring                        | 1    | 1     | Mercedes         |       |
| 153 | 2020      | Grã-Bretanha     | Circuito de Silverstone            | 1    | 1     | Mercedes         |       |
| 154 | 2020      | 70.º Aniversário | Circuito de Silverstone            | 4    | 2     | Mercedes         |       |
| 155 | 2020      | Espanha          | Circuito de Barcelona-Catalunha    | 1    | 1     | Mercedes         |       |
| 156 | 2020      | Bélgica          | Circuito de Spa-Francorchamps      | 1    | 1     | Mercedes         |       |
| 157 | 2020      | Toscana          | Circuito de Mugello                | 1    | 1     | Mercedes         |       |
| 158 | 2020      | Rússia           | Autódromo de Sóchi                 | 3    | 3     | Mercedes         |       |
| 159 | 2020      | Eifel            | Nürburgring                        | 2    | 1     | Mercedes         |       |
| 160 | 2020      | Portugal         | Autódromo Internacional do Algarve | 1    | 1     | Mercedes         |       |
| 161 | 2020      | Emília-Romanha   | Autódromo Enzo e Dino Ferrari      | 2    | 1     | Mercedes         |       |
| 162 | 2020      | Turquia          | Istanbul Park                      | 6    | 1     | Mercedes         |       |
| 163 | 2020      | Barém            | Circuito Internacional do Barém    | 1    | 1     | Mercedes         |       |
| 164 | 2020      | Abu Dhabi        | Circuito de Yas Marina             | 1    | 3     | Mercedes         |       |

### Pole positions
| N.º | Temporada | Grande Prêmio  | Circuito                           | Tempo    | Final | Equipe           | Ref.  |
| --- | --------- | -------------- | ---------------------------------- | -------- | ----- | ---------------- | ----- |
| 1   | 2007      | Canadá         | Circuito Gilles Villeneuve         | 1:15:707 | 1     | McLaren-Mercedes | [ 8 ] |
| 2   | 2007      | Estados Unidos | Indianapolis Motor Speedway        | 1:12.331 | 1     | McLaren-Mercedes |       |
| 3   | 2007      | Grã-Bretanha   | Circuito de Silverstone            | 1:19.997 | 3     | McLaren-Mercedes |       |
| 4   | 2007      | Hungria        | Hungaroring                        | 1:19.781 | 1     | McLaren-Mercedes |       |
| 5   | 2007      | Japão          | Fuji Speedway                      | 1:25.368 | 1     | McLaren-Mercedes |       |
| 6   | 2007      | China          | Circuito Internacional de Xangai   | 1:35.908 | Ret   | McLaren-Mercedes |       |
| 7   | 2008      | Austrália      | Circuito de Albert Park            | 1:26.714 | 1     | McLaren-Mercedes |       |
| 8   | 2008      | Canadá         | Circuito Gilles Villeneuve         | 1:17.886 | Ret   | McLaren-Mercedes |       |
| 9   | 2008      | Alemanha       | Hockenheimring                     | 1:15.666 | 1     | McLaren-Mercedes |       |
| 10  | 2008      | Hungria        | Hungaroring                        | 1:20.899 | 5     | McLaren-Mercedes |       |
| 11  | 2008      | Bélgica        | Circuito de Spa-Francorchamps      | 1:47.338 | 3     | McLaren-Mercedes |       |
| 12  | 2008      | Japão          | Fuji Speedway                      | 1:18.404 | 12    | McLaren-Mercedes |       |
| 13  | 2008      | China          | Circuito Internacional de Xangai   | 1:36.303 | 1     | McLaren-Mercedes |       |
| 14  | 2009      | Europa         | Circuito Urbano de Valência        | 1:39.489 | 2     | McLaren-Mercedes |       |
| 15  | 2009      | Itália         | Autódromo Nacional de Monza        | 1:24.066 | 12    | McLaren-Mercedes |       |
| 16  | 2009      | Singapura      | Circuito Urbano de Marina Bay      | 1:47.891 | 1     | McLaren-Mercedes |       |
| 17  | 2009      | Abu Dhabi      | Circuito de Yas Marina             | 1:40.948 | Ret   | McLaren-Mercedes |       |
| 18  | 2010      | Canadá         | Circuito Gilles Villeneuve         | 1:15.105 | 1     | McLaren-Mercedes |       |
| 19  | 2011      | Coreia do Sul  | Circuito Internacional da Coreia   | 1:35.820 | 2     | McLaren-Mercedes |       |
| 20  | 2012      | Austrália      | Circuito de Albert Park            | 1:24.922 | 3     | McLaren-Mercedes |       |
| 21  | 2012      | Malásia        | Circuito Internacional de Sepang   | 1:36.219 | 3     | McLaren-Mercedes |       |
| 22  | 2012      | Hungria        | Hungaroring                        | 1:20.953 | 1     | McLaren-Mercedes |       |
| 23  | 2012      | Itália         | Autódromo Nacional de Monza        | 1:24.010 | 1     | McLaren-Mercedes |       |
| 24  | 2012      | Singapura      | Circuito Urbano de Marina Bay      | 1:46.362 | Ret   | McLaren-Mercedes |       |
| 25  | 2012      | Abu Dhabi      | Circuito de Yas Marina             | 1:40.630 | Ret   | McLaren-Mercedes |       |
| 26  | 2012      | Brasil         | Autódromo de Interlagos            | 1:12:458 | Ret   | McLaren-Mercedes |       |
| 27  | 2013      | China          | Circuito Internacional de Xangai   | 1:34.484 | 3     | Mercedes-Benz    |       |
| 28  | 2013      | Grã-Bretanha   | Circuito de Silverstone            | 1:29.607 | 4     | Mercedes-Benz    |       |
| 29  | 2013      | Alemanha       | Nürburgring                        | 1:29.398 | 5     | Mercedes-Benz    |       |
| 30  | 2013      | Hungria        | Hungaroring                        | 1:19.388 | 1     | Mercedes-Benz    |       |
| 31  | 2013      | Bélgica        | Circuito de Spa-Francorchamps      | 2:01.012 | 3     | Mercedes-Benz    |       |
| 32  | 2014      | Austrália      | Circuito de Albert Park            | 1:44.231 | Ret   | Mercedes-Benz    |       |
| 33  | 2014      | Malásia        | Circuito Internacional de Sepang   | 1:59.431 | 1     | Mercedes-Benz    |       |
| 34  | 2014      | China          | Circuito Internacional de Xangai   | 1:53.860 | 1     | Mercedes-Benz    |       |
| 35  | 2014      | Espanha        | Circuito de Barcelona-Catalunha    | 1:25.232 | 1     | Mercedes-Benz    |       |
| 36  | 2014      | Itália         | Autódromo Nacional de Monza        | 1:24.109 | 1     | Mercedes-Benz    |       |
| 37  | 2014      | Singapura      | Circuito Urbano de Marina Bay      | 1:45.681 | 1     | Mercedes-Benz    |       |
| 38  | 2014      | Rússia         | Autódromo de Sóchi                 | 1:38.513 | 1     | Mercedes-Benz    |       |
| 39  | 2015      | Austrália      | Circuito de Albert Park            | 1:26.327 | 1     | Mercedes-Benz    |       |
| 40  | 2015      | Malásia        | Circuito Internacional de Sepang   | 1:49.834 | 2     | Mercedes-Benz    |       |
| 41  | 2015      | China          | Circuito Internacional de Xangai   | 1:35.782 | 1     | Mercedes-Benz    |       |
| 42  | 2015      | Barém          | Circuito Internacional do Barém    | 1:32.571 | 1     | Mercedes-Benz    |       |
| 43  | 2015      | Mônaco         | Circuito de Mônaco                 | 1:15.098 | 3     | Mercedes-Benz    |       |
| 44  | 2015      | Canadá         | Circuito Gilles Villeneuve         | 1:14.393 | 1     | Mercedes-Benz    |       |
| 45  | 2015      | Áustria        | Red Bull Ring                      | 1:08.455 | 2     | Mercedes-Benz    |       |
| 46  | 2015      | Grã-Bretanha   | Circuito de Silverstone            | 1:32.248 | 1     | Mercedes-Benz    |       |
| 47  | 2015      | Hungria        | Hungaroring                        | 1:22.020 | 6     | Mercedes-Benz    |       |
| 48  | 2015      | Bélgica        | Circuito de Spa-Francorchamps      | 1:47.197 | 1     | Mercedes-Benz    |       |
| 49  | 2015      | Itália         | Autódromo Nacional de Monza        | 1:23.397 | 1     | Mercedes-Benz    |       |
| 50  | 2016      | Austrália      | Circuito de Albert Park            | 1:23.837 | 2     | Mercedes-Benz    |       |
| 51  | 2016      | Barém          | Circuito Internacional do Barém    | 1:29.493 | 3     | Mercedes-Benz    |       |
| 52  | 2016      | Espanha        | Circuito de Barcelona-Catalunha    | 1:22.000 | Ret   | Mercedes-Benz    |       |
| 53  | 2016      | Canadá         | Circuito Gilles Villeneuve         | 1:12.812 | 1     | Mercedes-Benz    |       |
| 54  | 2016      | Áustria        | Red Bull Ring                      | 1:07.922 | 1     | Mercedes-Benz    |       |
| 55  | 2016      | Grã-Bretanha   | Circuito de Silverstone            | 1:29.287 | 1     | Mercedes-Benz    |       |
| 56  | 2016      | Itália         | Autódromo Nacional de Monza        | 1:21.135 | 2     | Mercedes-Benz    |       |
| 57  | 2016      | Malásia        | Circuito Internacional de Sepang   | 1:32.850 | Ret   | Mercedes-Benz    |       |
| 58  | 2016      | Estados Unidos | Circuito das Américas              | 1:34.999 | 1     | Mercedes-Benz    |       |
| 59  | 2016      | México         | Autódromo Hermanos Rodríguez       | 1:18.704 | 1     | Mercedes-Benz    |       |
| 60  | 2016      | Brasil         | Autódromo de Interlagos            | 1:10.736 | 1     | Mercedes-Benz    |       |
| 61  | 2016      | Abu Dhabi      | Circuito de Yas Marina             | 1:38.755 | 1     | Mercedes-Benz    |       |
| 62  | 2017      | Austrália      | Circuito de Albert Park            | 1:22.188 | 2     | Mercedes-Benz    |       |
| 63  | 2017      | China          | Circuito Internacional de Xangai   | 1:31.678 | 1     | Mercedes-Benz    |       |
| 64  | 2017      | Espanha        | Circuito de Barcelona-Catalunha    | 1:19.149 | 1     | Mercedes-Benz    |       |
| 65  | 2017      | Canadá         | Circuito Gilles Villeneuve         | 1:11.459 | 1     | Mercedes-Benz    |       |
| 66  | 2017      | Azerbaijão     | Circuito Urbano de Bacu            | 1:40.593 | 5     | Mercedes-Benz    |       |
| 67  | 2017      | Grã-Bretanha   | Circuito de Silverstone            | 1:26.600 | 1     | Mercedes-Benz    |       |
| 68  | 2017      | Bélgica        | Circuito de Spa-Francorchamps      | 1:42.553 | 1     | Mercedes-Benz    |       |
| 69  | 2017      | Itália         | Autódromo Nacional de Monza        | 1:35.554 | 1     | Mercedes-Benz    |       |
| 70  | 2017      | Malásia        | Circuito Internacional de Sepang   | 1:30.076 | 2     | Mercedes-Benz    |       |
| 71  | 2017      | Japão          | Circuito de Suzuka                 | 1:27.319 | 1     | Mercedes-Benz    |       |
| 72  | 2017      | Estados Unidos | Circuito das Américas              | 1:33.108 | 1     | Mercedes-Benz    |       |
| 73  | 2018      | Austrália      | Circuito de Albert Park            | 1:21.164 | 2     | Mercedes-Benz    |       |
| 74  | 2018      | Espanha        | Circuito de Barcelona-Catalunha    | 1:16.173 | 1     | Mercedes-Benz    |       |
| 75  | 2018      | França         | Circuito Paul Ricard               | 1:30.029 | 1     | Mercedes-Benz    |       |
| 76  | 2018      | Grã-Bretanha   | Circuito de Silverstone            | 1:25.892 | 2     | Mercedes-Benz    |       |
| 77  | 2018      | Hungria        | Hungaroring                        | 1:35.658 | 1     | Mercedes-Benz    |       |
| 78  | 2018      | Bélgia         | Circuito de Spa-Francorchamps      | 1:58.179 | 2     | Mercedes-Benz    |       |
| 79  | 2018      | Singapura      | Circuito Urbano de Marina Bay      | 1:36.015 | 1     | Mercedes-Benz    |       |
| 80  | 2018      | Japão          | Circuito de Suzuka                 | 1:27.760 | 1     | Mercedes-Benz    |       |
| 81  | 2018      | Estados Unidos | Circuito das Américas              | 1:32.237 | 3     | Mercedes-Benz    |       |
| 82  | 2018      | Brasil         | Autódromo de Interlagos            | 1:07.281 | 1     | Mercedes-Benz    |       |
| 83  | 2018      | Abu Dhabi      | Circuito de Yas Marina             | 1:34.794 | 1     | Mercedes-Benz    |       |
| 84  | 2019      | Austrália      | Circuito de Albert Park            | 1:20.486 | 2     | Mercedes-Benz    |       |
| 85  | 2019      | Mônaco         | Circuito de Mônaco                 | 1.10.166 | 1     | Mercedes-Benz    |       |
| 86  | 2019      | França         | Circuito Paul Ricard               | 1:28.319 | 1     | Mercedes-Benz    |       |
| 87  | 2019      | Alemanha       | Hockenheimring                     | 1:11.767 | 9     | Mercedes-Benz    |       |
| 88  | 2019      | Abu Dhabi      | Circuito de Yas Marina             | 1:34.779 | 1     | Mercedes-Benz    |       |
| 89  | 2020      | Estíria        | Red Bull Ring                      | 1:19.273 | 1     | Mercedes-Benz    |       |
| 90  | 2020      | Hungria        | Hungaroring                        | 1:13.447 | 1     | Mercedes-Benz    |       |
| 91  | 2020      | Grã-Bretanha   | Circuito de Silverstone            | 1:24.303 | 1     | Mercedes-Benz    |       |
| 92  | 2020      | Espanha        | Circuito de Barcelona-Catalunha    | 1:15.584 | 1     | Mercedes-Benz    |       |
| 93  | 2020      | Bélgica        | Circuito de Spa-Francorchamps      | 1:41:252 | 1     | Mercedes-Benz    |       |
| 94  | 2020      | Itália         | Autódromo Nacional de Monza        | 1:18:887 | 7     | Mercedes-Benz    |       |
| 95  | 2020      | Toscana        | Circuito de Mugello                | 1:15.144 | 1     | Mercedes-Benz    |       |
| 96  | 2020      | Rússia         | Autódromo de Sóchi                 | 1:31.304 | 3     | Mercedes-Benz    |       |
| 97  | 2020      | Portugal       | Autódromo Internacional do Algarve | 1:16.652 | 1     | Mercedes-Benz    |       |
| 98  | 2020      | Barém          | Circuito Internacional do Barém    | 1:27.264 | 1     | Mercedes-Benz    |       |